# Pyramid Mountain, British Columbia
Pyramid Mountain är ett berg i Kanada.   Det ligger i provinsen British Columbia, i den centrala delen av landet, 3 300 km väster om huvudstaden Ottawa. Toppen på Pyramid Mountain är 1 103 meter över havet.
Terrängen runt Pyramid Mountain är huvudsakligen kuperad, men den allra närmaste omgivningen är platt.Trakten runt Pyramid Mountain är nära nog obefolkad, med mindre än två invånare per kvadratkilometer.. Det finns inga samhällen i närheten. 
I omgivningarna runt Pyramid Mountain växer i huvudsak barrskog.